# 2 + 2 = 5
Dvě a dvě je pět, dvě a dvě se rovná pět, dvě plus dvě se rovná pět nebo dvě plus dvě je pět (2 + 2 = 5) je fráze, která je známa zejména z antiutopického románu 1984 od Georga Orwella.

## Dějiny rovnice
Rovnice 2 + 2 = 4 se až v 16. století začala považovat za pravdivý výrok. Jako první o tom napsal Johann Wigand ve své knize De Neutralibus et Mediis Libellus v roce 1562. Napsal, že nikdo nemůže vyvrátit fakt, že dvě plus dvě se rovná čtyřem. René Descartes ve své knize Meditace o první filozofii z roku 1641 píše, že nedokáže zpochybnit pravdivost rovnice 2 + 2 = 4, ale myslí si, že ani její pravdivost není dokazatelná. V Molièrově hře Dom Juan se objeví otázka, v co jedna postava věří. Ta na to řekne, že věří, že dvě a dvě se rovná čtyřem. Až v roce 1728 se poprvé prohlašuje, že 2 + 2 ≠ 5. Ephraim Chambers v Cyclopaedii napsal, že je absurdní, aby se dvě a dvě rovnalo pěti. Samuel Johnson v roce 1779 prohlásil, že kdokoliv může mít důvod se domnívat, že dvě a dvě se rovná pěti, ale i tak bude správný výsledek čtyři. George Gordon Byron v roce 1813 v dopise manželce napsal, že ví, že 2 + 2 = 4, a byl by rád, kdyby to mohl dokázat, ale mnohem větší radostí by pro něj bylo, kdyby dokázal, že 2 + 2 = 5.

## 2 + 2 = 5 vSovětském svazu

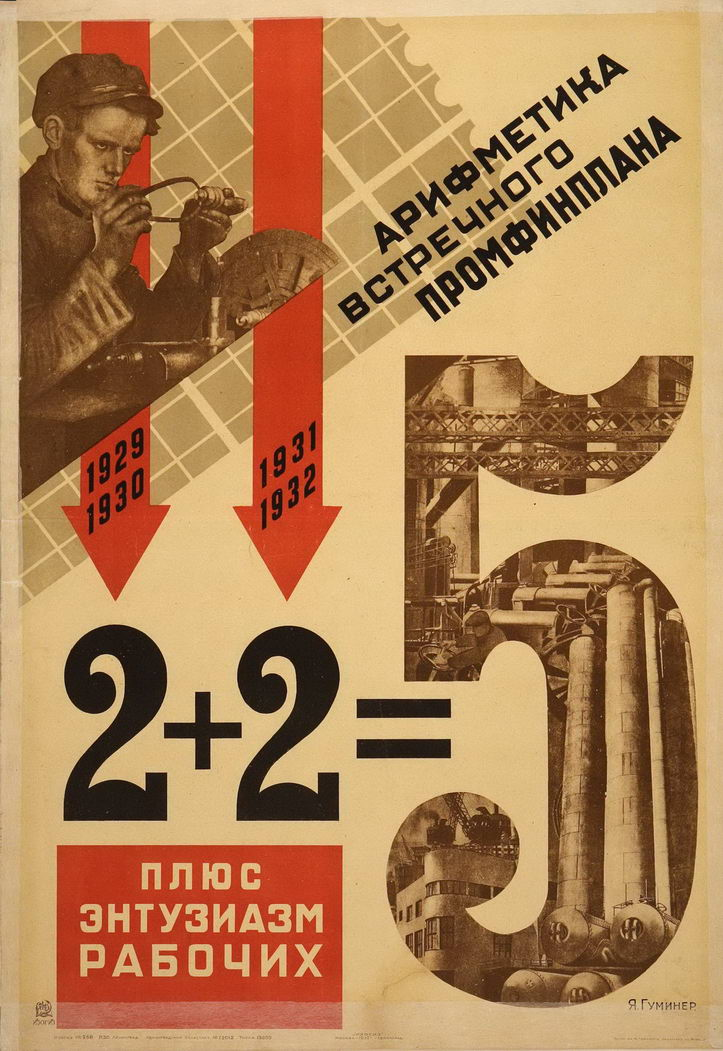
Propagandistický plakát Iakova Guminera z roku 1931

První pětiletý plán v Sovětském svazu začal v roce 1928. V roce 1930 Josif Stalin prohlásil, že by se pětiletý plán měl splnit za čtyři roky. Iakov Guminer tento nápad v roce 1931 propagoval plakátem, na kterém se objevila rovnice 2 + 2 = 5. Plakát znázorňoval, že s nadšením pracovníků se podaří pětiletku splnit za čtyři roky.

## George Orwell
George Orwell ve svém antiutopickém románu 1984 použil rovnici 2 + 2 = 5, aby znázornil manipulační schopnost politiků v autoritativním státě. Podobnou zkušenost zažil, když bojoval ve španělské občanské válce. V románu 1984, vysoce postavený politik Oceánie, přesvědčoval hlavní postavu Winstona o tom, že dvě a dvě se mohou rovnat pěti, pokud to vládnoucí strana nařídí. Poté, co Winston nesouhlasil, začali ho mučit. Týrali ho, dokud neuznal, že 2 + 2 se může rovnat pěti, ba dokonce třem, pokud to vládnoucí strana nařídí.
| „                            | Kolik prstů zvedám, Winstone? Čtyři. A když Strana řekne, že to nejsou čtyři, ale pět – kolik jich tedy bude? Čtyři. Kolik prstů, Winstone? Pět! Pět! Pět! Ne. Winstone, nemá to smysl. Lžeš. Stále si myslíš, že jsou čtyři. Kolik prstů, prosím. Čtyři! Pět! Čtyři! Kolik chceš. Jen už zastav, zastav tu bolest! | “ |
| — román 1984 (George Orwell) | |   |